# Isopterygium pratense
Isopterygium pratense là một loài Rêu trong họ Hypnaceae. Loài này được (Rabenh.) Lindb. mô tả khoa học đầu tiên năm 1879.